# Кадылинский, Борис Павлович
Борис Павлович Кадылинский (05.08.1921 — ? (не позднее 1986)) — советский инженер-машиностроитель, лауреат Государственной премии СССР 1970 года. Член КПСС с 1951 года.
Родился 05.08.1921 в Угличе.
В 1939 г. окончил Энгельсский машиностроительный техникум.
С 08.11.1940 по 18.06.1946. в Советской Армии. С декабря 1940 по декабрь 1941 года учился во Второй Вольской авиационной школе механиков (ВВАШАМ), затем до октября 1942 года — в Молотовской (Пермской) авиационной школе. Далее служил на аэродроме специального назначения № 7 (1 шабр (штурмовая авиационная бригада) ПриВО), старший лейтенант.
С 1946 года работал на Минском автомобильном заводе: наладчик, старший мастер, с 1952 года начальник цеха, с 1954 г. — председатель заводского комитета профсоюзов, с 1956 г. — заместитель начальника и начальник прессового цеха, в 1967—1977 гг. начальник кузовного цеха, с 1977 г. помощник директора по быту, начальник отдела производственного управления завода. С 1982 г., после выхода на пенсию, — дежурный диспетчер.
Группа инженеров, в состав которой он входил, создала семейство автомобилей «МАЗ-500» — 45 разновидностей и модификаций, при максимальной унификации деталей и узлов (6 тысяч видов деталей на все, при том, что на один автомобиль их нужно около 5 тысяч). По основным показателям эти машины не уступали лучшим зарубежным образцам соответствующего класса, а по проходимости и скорости даже их превосходили.
Лауреат Государственной премии СССР 1970 года (в составе коллектива) — за создание конструкции унифицированного семейства высокопроизводительных большегрузных транспортных автомобилей, автопоездов и автосамосвалов МАЗ-500 и организацию их производства на МАЗе.
Награждён орденом Трудового Красного Знамени (1976) и медалями.